# Sankt Pantaleon-Erla
St. Pantaleon-Erla je obec v okrese Amstetten v rakouské spolkové zemi Dolní Rakousy.

## Geografie
St. Pantaleon-Erla leží na západní hranici Dolních Rakous v Mostviertelu, východně od "Ennskanalu" u ústí do Dunaje. Obec vznikla sloučením do roku 1971 samostatných obcí. 27,37 % plochy obce je zalesněno. Podle posledního sčítání lidu v roce 2001 mají dřívější obce:
- Erla – výměru 13,76 kilometrů čtverečních a 807 obyvatel
- St. Pantaleon – 14,56 kilometrů čtverečních a 1658 obyvatel).

## Historie
Ve starověku bylo území součástí provincie Noricum. V místní části „Albing“ jsou pozůstatky skladu římských legií. St. Pantaleon se v letech 1200 až 1400 nazýval „Zwieselkirchen“ a byl sídlem panství, zatímco Erla bylo sídlem benediktinského kláštera, který byl v roce 1583 zrušen. Obce St. Pantaleon a Erla mají dějiny stejně proměnlivé, jako jsou dějiny celého Rakouska. Od 1. ledna 1971 se obce St. Pantaleon a Erla, vzniklé roku 1850, dobrovolně spojily v obec "St. Pantaleon-Erla".

### Vývoj počtu obyvatel
- 1971 1949
- 1981 1997
- 1991 2208
- 2001 2465

## Politika
V obecním zastupitelstvu je 21 křesel.
Při volbách konaných v roce 2005 získala
- SPÖ 12
- ÖVP 9 mandátů

a v roce 2010 ztratila SPÖ 1 mandát a 1 získala FPÖ

## Kultura a pamětihodnosti

### Budovy
- Erla (zámek) (dřívější klášter)
- Farní kostel Erla (dřívější klášterní kostel, postavený 1121 až 1138)
- Farní kostel St. Pantaleon s kryptou z 12. století

## Hospodářství a infrastruktura
Nezemědělských pracovišť bylo v roce 2001 68, zemědělských a lesnických pracovišť bylo v roce 1999 84. Počet výdělečně činných osob v místě bydliště podle sčítání lidu v roce 2001 bylo 1185.
- V St. Pantaleonu měla být po jaderné elektrárně Zwentendorfu postavena druhá jaderná elektrárna v Rakousku. Dále měla následovat výstavba dalších navazujících podniků. Podle spolkového ústavního zákona "o bezatomovém Rakousku" nemohly být tyto akce realizovány.